# Wremen
Wremen est une ancienne commune allemande s'étendant sur 25.16 km². Elle se situe au nord du pays, dans l'arrondissement de Cuxhaven du land de Basse-Saxe.